# Trichopolia licentiosa
Trichopolia licentiosa là một loài bướm đêm trong họ Noctuidae.